# Афанаськово
Афана́ськово    — деревня  в  Смоленской области России,  в Сафоновском районе. Население – 1 житель (2007 год)  .  Расположена в центральной части области  в 14 км к северу от города Сафонова,  в 16 км севернее автодороги М1 «Беларусь».  В 5 км восточнее деревни железнодорожная станция Вадино на линии Дурово — Владимирский Тупик.  Входит в состав Вадинского сельского поселения.  Деревня находится на территории Сафоновского государственного зоологического заказника.

## История
В годы Великой Отечественной войны деревня была оккупирована гитлеровскими войсками в сентябре 1941 года, освобождена в 1943 году. В 1941 году в деревне располагался штаб 45-й кавалерийской дивизии .